# Солопченко Марина Геннадіївна
Марина Геннадіївна Солопченко (рос. Солопченко Марина Геннадьевна; нар. 21 червня 1963, Ленінград) — російська акторка кіно та театру.

## Життєпис
Марина Солопченко народилася 21 червня 1963 року в Ленінграді. У 1983 році вона послупила в Ленінградський Інститут Театру Музики і Кінематографії, де займалася в класі професора А. І. Кацмана. У 1987 році отримала диплом. Випускним спектаклем Марини Солопченко стала п'єса Антона Чехова «Три сестри», де вона виконала роль Ірини. 
Після закінчення інституту акторка була прийнята в трупу Малого Драматичного Театру. У 1988 році вона перейшла в Театр Юних глядачів імені Брянцева, де пропрацювала до 1997 року.  
З 1997 бере участь у спектаклях ТЮГу, Театру Драми на Ливарному, Пушкінського Театрального Центру, «Білого Театру», театру «Притулок Комедіанта». 
У кіно і на телебаченні почала з'являтися в 1993 році. Першою роботою стала невелика роль у комедії «Розбірливий наречений». 
У 2008 році Марині Солопченко було присвоєно звання Заслуженої артистки Росії.

## Фільмографія
- Петля Нестерова (2015)
- Як завести жінку (2013)
- Сізіф щасливий (2012)
- Підсадний (2010)
- Буратіно і сонце (2009)
- Важко бути Мачо (2008)
- Той, хто гасить світло (2008)
- Антоніна обернулася (2007)
- Мені не боляче (2006)
- Брежнєв (2005)
- Принцеса і жебрак (міні-серіал, 2004)
- Лінії долі (серіал, 2003)
- Вулиці розбитих ліхтарів 4 (серіал, 2001)
- Квіти календули (1999)
- Музика любові. Незакінчена любов (1996)
- Секрет виноробства (1994)
- Розбірливий наречений (ТБ, 1993)